# Eupelmus guatemalensis
Eupelmus guatemalensis är en stekelart som beskrevs av Dalla Torre 1898. Eupelmus guatemalensis ingår i släktet Eupelmus och familjen hoppglanssteklar. Inga underarter finns listade i Catalogue of Life.